# Hiến pháp Đế quốc Nhật Bản
Hiến pháp Đế quốc Nhật Bản (Kyūjitai: 大日本帝國憲法 Shinjitai: 大日本帝国憲法 (Đại Nhật Bản Đế quốc Hiến pháp) Dai-Nippon Teikoku Kenpō), cũng được gọi là Hiến pháp Đế quốc, Hiến pháp Minh Trị hay Hiến pháp Đại Nhật Bản là bản Hiến pháp đầu tiên trong lịch sử Nhật Bản, do Thiên hoàng Minh Trị chủ trì dự thảo và ban hành vào ngày 11 tháng 2 năm 1889. Đây là Hiến pháp đầu tiên của châu Á. Để soạn thảo bản Hiến pháp này, năm 1882 Thiên hoàng Minh Trị đã gửi một phái đoàn do Itō Hirobumi (Y Đằng Bác Văn) đến các quốc gia ở châu Âu để tham khảo pháp luật của các quốc gia này. Cuối cùng nhóm khảo sát quyết định chọn hiến pháp của Phổ để làm khuôn mẫu cho hiến pháp tương lai của Nhật Bản.

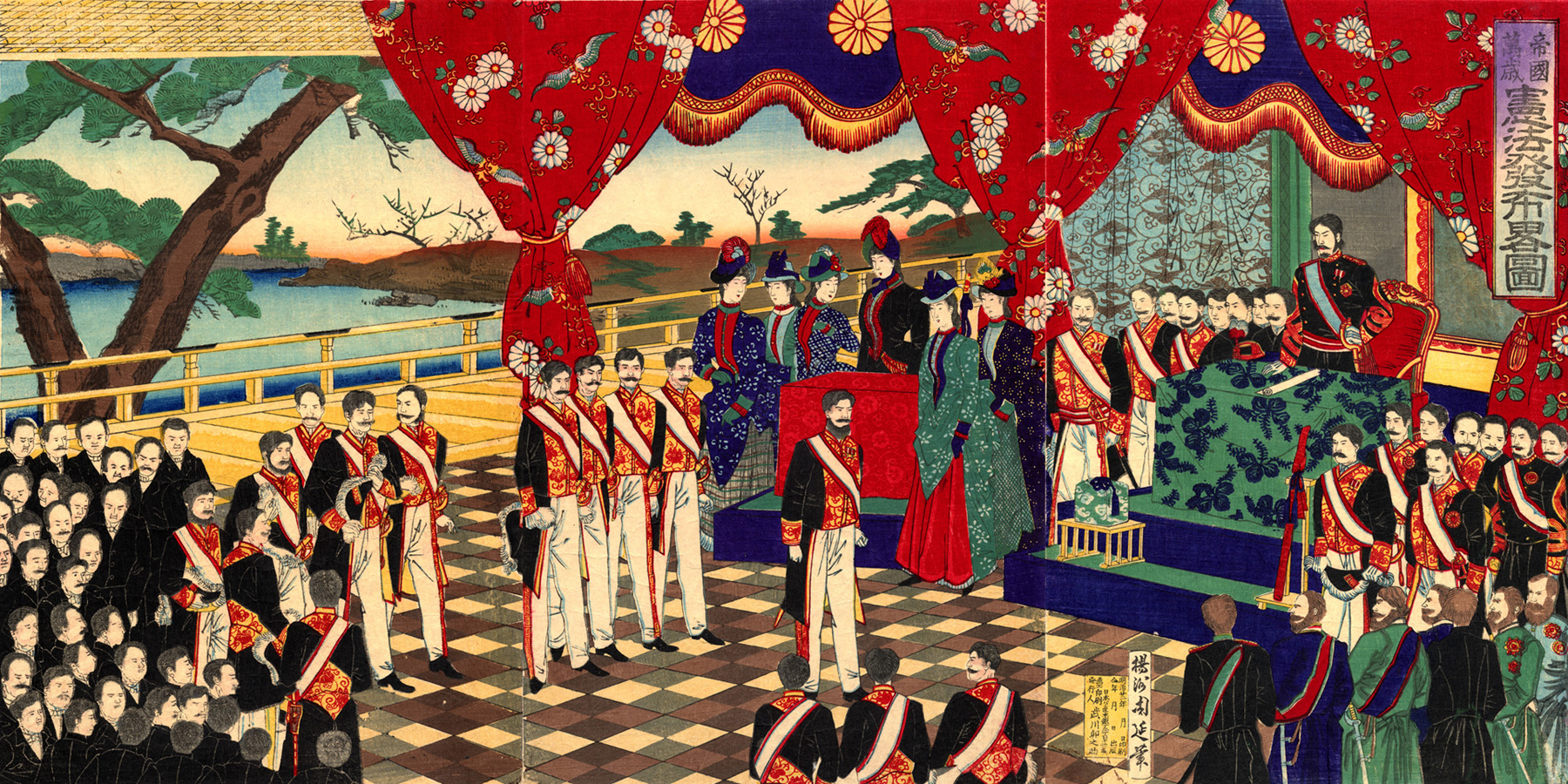
Ban bố Hiến pháp Đế quốc Nhật Bản (1889).

Bản Hiến pháp Đế quốc Nhật Bản quy định rõ giới hạn của quyền hành pháp của Thiên hoàng Nhật Bản, đồng thời quy định cơ quan tư pháp độc lập với cơ quan hành pháp và lập pháp. Tuy nhiên nhiều điều khoản khá ư là mập mờ và mâu thuẫn với nhau. Chính vì vậy, những quan đại thần của triều đình và các thủ lĩnh đảng phái chính trị có thể hiểu và giải thích ý nghĩa của Hiến pháp theo hướng quân chủ toàn trị hay dân chủ tự do. Và chính cái mâu thuẫn giữa các thế lực tự do cùng các thế lực quân chủ đã thống trị chính trường của Đế quốc Nhật Bản.
Hiến pháp Đế quốc Nhật Bản được sử dụng làm kiểu mẫu cho Hiến pháp Ethiopia 1931 do Tekle Hawariat Tekle Mariyam soạn thảo. Cũng chính vì vậy mà những trí thức theo phái cấp tiến của Tekle Hawariat mang biệt danh là "trí thức Nhật học" (Japanizers).
Sau khi Nhật Bản bại trận trong Chiến tranh thế giới thứ hai, Hiến pháp Đế quốc Nhật Bản được thay thế bằng một Hiến pháp Nhật Bản mới dân chủ hơn do phái đoàn của Douglas MacArthur soạn thảo.

## Nội dung
Theo bản Hiến pháp này, Nhật Bản là quốc gia theo thể chế quân chủ lập hiến. Thiên hoàng và thế lực quân phiệt Nhật nằm giữ mọi quyền hành.
Vai trò của Thiên hoàng được quy định trong Chương I của Hiến pháp. Theo Điều 1, Chương I, chỉ có 1 dòng Thiên hoàng liên tục trị vì nước Nhật từ trước đến nay. Hiến pháp cũng quy định chỉ có nam giới trong Hoàng gia mới được thừa kế ngai vàng, Thiên hoàng có quyền hành "thiêng liêng bất khả xâm phạm" (theo Điều 2), là nguyên thủ quốc gia, nắm trọn quyền thống trị (theo Điều 4). Về mặt đối nội, Thiên hoàng có thể dựa vào hiến pháp để triệu tập hoặc giải tán nghị hội, bổ nhiệm hoặc bãi miễn quan lại và là chỉ huy tối cao của Quân đội và Hải quân. Về mặt đối ngoại, Thiên hoàng có quyền tuyên chiến, giảng hòa, ký kết hòa ước (theo Điều 13 trong Chương I). Các cơ cấu của quốc gia được hành xử chức năng và quyền hạn bên dưới Thiên hoàng: nghị hội trợ giúp Thiên hoàng thẩm nghị chính vụ của quốc gia, tòa án lấy danh nghĩa của Thiên hoàng để xét xử, Viện khu mật là cơ quan tư vấn của Thiên hoàng. Đồng thời, theo Hiến pháp, nhân dân Nhật Bản là "thần dân" của Thiên hoàng, phải thi hành nghĩa vụ của thần dân và không được cản trở quyền hành sự đại quyền của Thiên hoàng.
Nói chung Hiến pháp đã xác lập quyền uy tuyệt đối của Thiên hoàng tại Nhật Bản, duy trì tính "thiêng liêng bất khả xâm phạm" của Thiên hoàng như thời đại quân chủ chuyên chế, và giúp cho Thiên hoàng tập trung toàn bộ quyền lập pháp, hành pháp, tư pháp - tức toàn bộ đại quyền của quốc gia - vào bàn tay sắt của mình. Tuy nhiên, Thiên hoàng buộc phải dựa vào các điều luật ghi trong Hiến pháp để thực thi đại quyền của mình, và khi Thiên hoàng lấy danh nghĩa của mình để ban bố các sắc lệnh về pháp luật, quốc vụ thì "phải được quốc vụ đại thần cùng ký tên". Như vậy bản Hiến pháp cũng đã hạn chế ảnh hưởng của Thiên hoàng trong việc triều chính, góp phần giúp Nhật Bản chuyển dần từ chế độ quân chủ chuyên chế sang chế độ quân chủ lập hiến, chính trị đảng phái của giai cấp tư sản.